# Çapkın (singolo)
Çapkın è un singolo della cantante turco-albanese Candan Erçetin pubblicato nel 1997.